# Championnat d'Israël de football 1961-1962
Navigation
Championnat d'Israël 1960-1961 Championnat d'Israël 1962-1963
Le Championnat d'Israël de football 1961-1962 est la 11e édition de ce championnat.

## Classement[1]
| Rang | Équipe               | Pts | J  | G  | N | P  | Bp | Bc | Diff |
| ---- | -------------------- | --- | -- | -- | - | -- | -- | -- | ---- |
| 1    | Hapoël Petah-Tikvah  | 28  | 22 | 12 | 4 | 6  | 35 | 19 | +16  |
| 2    | Maccabi Jaffa        | 26  | 22 | 10 | 6 | 6  | 33 | 29 | +4   |
| 3    | Hapoël Tiberias      | 25  | 22 | 11 | 3 | 8  | 43 | 31 | +12  |
| 4    | Maccabi Haïfa        | 25  | 22 | 11 | 3 | 8  | 45 | 34 | +11  |
| 5    | Bnei Yehoudah        | 24  | 22 | 9  | 6 | 7  | 32 | 29 | +3   |
| 6    | Hapoël Jérusalem FC  | 23  | 22 | 8  | 7 | 7  | 26 | 25 | +1   |
| 7    | Hapoël Tel-Aviv      | 23  | 22 | 10 | 3 | 9  | 31 | 35 | -4   |
| 8    | Hapoël Haïfa         | 22  | 22 | 8  | 6 | 8  | 34 | 27 | +7   |
| 9    | Shimshon Tel-Aviv    | 22  | 22 | 8  | 6 | 8  | 24 | 28 | -4   |
| 10   | Maccabi Tel-Aviv     | 17  | 22 | 5  | 7 | 10 | 22 | 34 | -12  |
| 11   | Maccabi Petah-Tikvah | 16  | 22 | 5  | 6 | 11 | 14 | 30 | -16  |
| 12   | Maccabi Netanya      | 13  | 22 | 4  | 5 | 13 | 23 | 41 | -18  |

|  | Champion |
|  | Relégué  |

## Bilan de la saison
| Tableau d'Honneur                |                     |
| Compétition                      | Vainqueur           |
| Championnat d'Israël de football | Hapoël Petah-Tikvah |
| Coupe d'Israël de football       | Maccabi Haïfa       |

| Promotions et relégations |                         |
| Relégués en Liga Leumit   | Maccabi Netanya         |
| Promus en Ligat ha'Al     | Hakoah Amidar Ramat Gan |